# Gary Raymond
Gary Barrymore Raymond (ur. 9 września 1935 w Brixton w dzielnicy południowego Londynu) – angielski aktor filmowy i telewizyjny.

## Wybrana filmografia
- 1958: The Moonraker jako Karol II Stuart
- 1959: Nagle, zeszłego lata (Suddenly, Last Summer) jako George Holly
- 1959: Miłość i gniew (Look Back in Anger) jako Cliff Lewis
- 1960: Milionerka (The Millionairess) jako Alastair
- 1961: Cyd (El Cid) jako książę Sancho II Mocny
- 1962: The Playboy of the Western World jako Christy Mahon
- 1963: Jazon i Argonauci (Jason and the Argonauts) jako Akastos
- 1964: Brama zdrajców (Das Verrätertor) jako Graham / Dick Lee-Carnaby
- 1964: Marcin Chuzzlewit (Martin Chuzzlewit) jako Marcin Chuzzlewit
- 1965: Opowieść wszech czasów (The Greatest Story Ever Told) jako apostoł Piotr
- 1965: Święty (The Saint) jako Gilberto Arroyo
- 1966-68: The Rat Patrol jako sierżant Jack Moffitt
- 1972: Partnerzy (The Persuaders!) jako Sergei
- 1994: Scarlett (miniserial) jako stary Daniel O’Hara
- 1995: Na sygnale (Casualty) jako William Gower
- 2001: Wiktoria i Albert (Victoria & Albert, TV) jako arcybiskup
- 2003: Cudzoziemiec (The Foreigner, wideo) jako Jared Olyphant
- 2007: Empatia (Empathy, TV) jako Walt
- 2014: Sex, Marriage and Infidelity jako Pan Edward